# Tylophora lancilimba
Tylophora lancilimba är en oleanderväxtart som beskrevs av Elmer Drew Merrill. Tylophora lancilimba ingår i släktet Tylophora och familjen oleanderväxter. Inga underarter finns listade i Catalogue of Life.